# Senlis (Pas-de-Calais)
Senlis é uma comuna francesa na região administrativa de Altos da França, no departamento de Pas-de-Calais. Estende-se por uma área de 4,9 km². Em 2010 a comuna tinha 166 habitantes (densidade: 33,9 hab./km²).